# Silvia Kolbowski
Silvia Kolbowski (Buenos Aires, 1953) es una artista argentina-estadounidense cuyo trabajo se centra en las cuestiones sociales y políticas y en la teoría psicoanalítica. 
Su obra ha sido expuesta en la Bienal Taipéi, la Villa Arson, Niza, la Bienal del Whitney y el Museo Hammer. Ha realizado exposiciones individuales en el Museo de Arte Moderno de Liubliana, el Centro de Arte Contemporáneo de Varsovia, La Secesión de Viena y LAX <> ART
En 1974, obtuvo su título en Franconia College, New Hampshire. En 1980, graduada magna cum laude por el Hunter College. En el Instituto de Arquitectura y Estudios Urbanos hasta 1983. Kolbowski está en el consejo asesor de la revista October, de la que fue coeditora entre 1993 y 2000. Ha sido profesora en el Whitney Independent Research Program, el CCC program of the Ecole Superiéure d’Art Visuel de Ginebra, el Architecture Department of Parsons The New School for Design de Nueva York y la Escuela de Arte de The Cooper Union.